# Wydział Informatyki i Gospodarki Elektronicznej Uniwersytetu Ekonomicznego w Poznaniu
Wydział Informatyki i Gospodarki Elektronicznej Uniwersytetu Ekonomicznego w Poznaniu – jeden z pięciu wydziałów Uniwersytetu Ekonomicznego w Poznaniu. Jego siedziba znajduje się przy al. Niepodległości 10 w Poznaniu.

## Struktura
| Katedra                            | Kierownik                           |
| ---------------------------------- | ----------------------------------- |
| Katedra Badań Operacyjnych         | dr hab. Krzysztof Echaust           |
| Katedra Ekonometrii                | dr hab. Dorota Appenzeller          |
| Katedra Ekonomii Matematycznej     | dr hab. Piotr Maćkowiak             |
| Katedra Informatyki Ekonomicznej   | prof. dr hab. Witold Abramowicz     |
| Katedra Matematyki Stosowanej      | prof. dr hab. Marian Matłoka        |
| Katedra Statystyki                 | dr hab. Grażyna Dehnel              |
| Katedra Technologii Informacyjnych | prof. dr hab. inż. Wojciech Cellary |

## Kierunki studiów
- Informatyka i Ekonometria (Analityka gospodarcza, Elektroniczny biznes, Informatyka w gospodarce i administracji, Inżynieria finansowa)
- Aplikacje Internetu Rzeczy
- Financial Engineering

## Władze
W kadencji 2016-2020:
| Stanowisko | Imię i nazwisko                    |
| ---------- | ---------------------------------- |
| Dziekan    | prof. dr hab. Krzysztof Malaga     |
| Prodziekan | dr hab. Elżbieta Rychłowska-Musiał |